# Како забављати господина Мартина
Како забављати господина Мартина је југословенски филм из 1987. године. Режирао га је Александар Фотез по делу Борислава Пекића.

## Улоге
| Глумац           | Улога           |
| ---------------- | --------------- |
| Јелица Бјели     | Госпођа Мартин  |
| Гордана Ђурђевић | Асистенткиња    |
| Светислав Гонцић | Макс            |
| Славко Симић     | Јеремија Мартин |